# Possessed (pel·lícula de 1931)
Possessed és una pel·lícula estatunidenca dirigida per Clarence Brown, estrenada el 1931. El guió, de Lenore J. Coffee, està basat en l'obra teatral The Mirage d'Edgar Selwyn.

## Argument
Marian Martin és la humil noia de poble que arriba a la gran ciutat per aconseguir feina i, amb sort, un marit amb molts diners i posició en la societat. Mark Whitney és un entusiasta jove advocat que té tot això i un prometedor futur en la política. Ambdós es converteixen en amants, però no poden casar-se per la candidatura de Mark a governador. Llavors ella assumeix una falsa identitat per evitar l'escàndol i continuar així la relació sense ser detectats pels seus rivals.

## Repartiment
- Joan Crawford: Marian Martin
- Clark Gable: Mark Whitney
- Wallace Ford: Al Manning
- Richard Gallagher: Wallace Stuart
- Frank Conroy: Horace Travers
- Marjorie White: Vernice La Verne